# Philip Haddon-Cave
Sir Charles Philip Haddon-Cave KBE CMG (em chinês:  夏鼎基; 6 de julho de 1925 - 27 de setembro de 1999) era um administrador colonial britânico. Foi Secretário Financeiro de Hong Kong de 1971 a 1981 e Secretário Chefe de Hong Kong de 1981 a 1985. Durante seu mandato como Secretário Financeiro, ele cunhou o termo "não-intervencionismo positivo" como seu princípio principal, que tem um efeito duradouro em Hong Kong e na filosofia econômica mundial.

## Início da vida e carreira no governo
Haddon-Cave nasceu em Hobart, Tasmânia, Austrália, com seu irmão David e irmã Pamela. Ele foi educado na Universidade da Tasmânia e no King's College, em Cambridge. Ingressou no Serviço Colonial Britânico em 1952 e foi designado para o Quênia, na África Oriental Britânica. Em 1961, foi nomeado Secretário Financeiro nas Seychelles em 1961. Em 1963, ele passou a trabalhar no Departamento de Comércio e Indústria do governo de Hong Kong. Em 1965, tornou-se Diretor de Comércio e Indústria e foi promovido Vice-Secretário de Economia. Em 1969, foi nomeado vice-secretário financeiro.

## Secretário Financeiro de Hong Kong
Ele se tornou o Secretário Financeiro de Hong Kong em 1971, sucedendo a John Cowperthwaite. Ao contrário de seu antecessor, ele era conhecido por estar disposto a discutir políticas orçamentárias e monetárias. Ele reconheceu uma responsabilidade mais ampla pelo governo na economia. Ele observou que a atitude do governo de Hong Kong em relação à economia "é frequente, porém inadequada, descrita como laissez-faire". Ele preferiu descrever sua posição como "não-intervencionista positivo" em seu discurso sobre orçamento em 1980, em que o governo não deveria "planejar a alocação de recursos disponíveis ao setor privado e frustrar a operação das forças de mercado", o setor privado deve aceitar e arcar com os custos de seu próprio erro; e o governo tinha certas obrigações específicas. Primeiro, reconheceu que suas políticas orçamentárias e fiscais afetariam toda a economia e que tinha a responsabilidade de intervir de forma limitada. Segundo, o governo deve estar preparado para exercer orientação e impor restrições aos bancos e valores mobiliários. Terceiro, era responsável por estabelecer órgãos consultivos onde o interesse privado pudesse ser maximizado e o interesse público garantido. Quarto, o governo deve fornecer lei e ordem, defesa, medidas preventivas de saúde, bombeiros, saneamento e uma rede básica de estradas e drenagem e financiar os serviços de moradia, educação, serviços médicos e de saúde e bem-estar social.
Durante seu mandato como Secretário Financeiro, Haddon-Cave ficou preocupado com o crescimento maciço dos gastos do governo sob o governo MacLehose. O governo projetou três anos de déficits substanciais, nos quais Haddon-Cave descreveu como "claramente bastante inaceitável". Ele propôs várias reformas tributárias para aumentar a renda do governo e alterar a falta de progressividade no sistema. Em seu discurso sobre o orçamento de 1973, Haddon-Cave anunciou sua intenção de "restaurar" o imposto sobre lucros. Ele repetiu sua intenção nos discursos sobre orçamento de 1974 e 1975, embora nenhuma política tenha sido implementada, visando enfrentar a oposição dos interesses comerciais.
Haddon-Cave também propôs imposto sobre dividendos, após Cowperthwaite ter proposto uma década antes. Um Comitê de Revisão da Terceira Receita Federal foi criado para investigar o assunto em 1976. Embora Haddon-Cave tenha endossado o relatório ao Comissário da Receita Federal, a proposta do Comitê de dividendos tributários acabou sendo abandonada, devido à oposição dos membros não oficiais do Conselho Legislativo. Somente a recomendação de aumento da taxa de lucro para as empresas foi adotada, o que deixou o escopo geográfico do imposto sobre lucros mantido restrito.
Por seus serviços, ele foi premiado como Comandante da Ordem de São Miguel e São Jorge (CMG) em 1973 e cavaleiro da Ordem do Império Britânico (KBE) em 1980.

## Secretário-Chefe de Hong Kong
Haddon-Cave foi nomeado secretário-chefe de Hong Kong em 1981. Em seu mandato, ele supervisionou a enorme reforma da administração distrital sob o Esquema da Administração Distrital. Ele ajudou a estabelecer as Juntas Distritais e as primeiras eleições da Junta Distrital em 1982 e as segundas eleições em 1985. Ele também supervisionou a criação do Conselho Regional Provisório. Ele também testemunhou as negociações sino-britânicas sobre a soberania de Hong Kong após 1997, a visita da primeira-ministra Margaret Thatcher a Pequim em setembro de 1983 e a finalização da Declaração Conjunta sino-britânica em dezembro de 1984. Como secretário-chefe, ele também atuou como governador de Hong Kong em várias ocasiões.

## Vida pessoal
Aposentou-se do serviço público em 1985. Depois de deixar Hong Kong, ele passou sua aposentadoria na Inglaterra. Ele morreu de ataque cardíaco enquanto estava em um táxi perto de sua casa de repouso em Oxford, Inglaterra, em 27 de setembro de 1999. Ele se casou com Elizabeth Alice Simpson em 1948; ela projetou muitas das moedas comemorativas de Hong Kong, incluindo o avesso do conjunto "Return to China" de 1997. O casal teve dois filhos e uma filha. Seu filho mais novo, Sir Charles Anthony, foi nomeado para o Supremo Tribunal em 2011. Muitos familiares e parentes de Haddon-Cave ainda vivem em Hong Kong, incluindo o filho mais novo Francis, que foi chamado ao tribunal em 1999. Ele também foi avô da atriz Jessie Cave, artista e investidora imobiliária de Sydney, Ismay Haddon-Cave, e produtora de televisão Ali Haddon-Cave.
Apesar de seus longos anos de serviço em Hong Kong, Haddon-Cave era famoso por não gostar de comida chinesa e, nos banquetes chineses, Haddon-Cave frequentemente insistia em pedir bife.

## Legado
O economista Milton Friedman saudou o "não-intervencionismo positivo" de Haddon-Cave como uma implementação bastante abrangente da política de laissez-faire. Em seu obituário, Haddon-Cave era considerado "um dos arquitetos da estabilidade e prosperidade que o povo [de Hong Kong] desfruta agora como região autônoma da China". Embora ele tenha tentado reformar o sistema tributário, ele foi elogiado por "sua abordagem intelectual disciplinada da tarefa de equilibrar a economia [...] mantendo baixos os níveis de impostos e os gastos públicos".